# Хуан Смит
Хуан Смит (енгл. Juan Smith; 30. јул 1981) професионални је рагбиста и репрезентативац Јужноафричке Републике, који тренутно игра за Тулон. Са младом репрезентацијом ЈАР освојио је светско првенство за младе играче до 21 године 2002. За репрезентацију ЈАР дебитовао је 7. јуна 2003. против Шкотске. На светском првенству 2003, одржаном у Аустралији, играо је на 4 утакмице, а на мечу против Самое постигао је и 1 есеј. Био је један од кључних играча у златној генерацији "спрингбокса" која је дошла до титуле првака Света 2007. Са "спрингбоксима" је освојио и куп три нације 2009. Због повреде Ахилове тетиве пропустио је куп три нација и светско првенство у рагбију 2011. За репрезентацију Јужноафричке Републике постигао је 12 есеја у 70 тест мечева. Са ФС Читасима је освојио кари куп 2005. У најачој лиги на свету играо је за Лајонсе и за Читасе. 24. маја 2014, у финалу лиге шампиона постигао је есеј против Сараценса. Са Тулоном је освојио 2 пута лигу шампиона (2014, 2015) и једном француску лигу (2014).